# Maciej Taczała
Maciej Kazimierz Taczała – polski inżynier, doktor habilitowany nauk technicznych.

## Życiorys
W 1984 r. ukończył studia mechaniczne w Politechnice Szczecińskiej, w 1995 r. obronił pracę doktorską pt. Analiza nieliniowa wyboczenia płat i paneli okrętowych metodą elementów skończonych, której promotorem był prof. Mieczysław Hann, w 2010 r. habilitował się na podstawie pracy zatytułowanej Metody obliczeniowe stateczności i nośności granicznej konstrukcji kadłuba okrętowego.
Pracuje w Zachodniopomorskim Uniwersytecie Technologicznym w Szczecinie.